# Baluarte de San Fernando
El Baluarte de San Fernando  es un baluarte situada en el extremo sudoeste del Tercer Recinto Fortificado de Melilla la Vieja en la ciudad española de Melilla forma parte del Conjunto Histórico Artístico de la Ciudad de Melilla, un Bien de Interés Cultural.

## Historia
Fue construido entre 1721 y 1722 según diseño de Juan Martín Zermeño sobre la Luneta de San Felipe, construida entre 1711 y 1714 según diseño del ingeniero Ungo de Velasco a su vez sobre la Torre Quemada.
Dentro de él se construyen a finales del siglo XIX unas edificaciones que fueron derribadas en fechas recientes y delante de él estaba el Reducto de San Felipe.

## Descripción
En la actualidad está bastante degradado, pues sus y cañoneras fueron destruidas al practicarse ventanas, perdiéndose en algunas zonas parte del grosor de los muros y construyéndose un jardín en su interior, que desvirtúa la fortificación, máxime al situarse dentro de él un muro que lo partía, desde su ángulo a sus gola, para proteger de los disparos del enemigo.
Le falta una garita en el ángulo que mira al Camino Cubierto de San Miguel.